# Carrollwood
Carrollwood es un lugar designado por el censo ubicado en el condado de Hillsborough en el estado estadounidense de Florida. En el Censo de 2010 tenía una población de 33365 habitantes y una densidad poblacional de 1.254 personas por km².

## Geografía
Carrollwood se encuentra ubicado en las coordenadas 28°3′30″N 82°30′57″O / 28.05833, -82.51583. Según la Oficina del Censo de los Estados Unidos, Carrollwood tiene una superficie total de 26.61 km², de la cual 23.86 km² corresponden a tierra firme y (10.33%) 2.75 km² es agua.

## Demografía
Según el censo de 2010, había 33365 personas residiendo en Carrollwood. La densidad de población era de 1.254 hab./km². De los 33365 habitantes, Carrollwood estaba compuesto por el 80.81% blancos, el 7.77% eran afroamericanos, el 0.22% eran amerindios, el 3.83% eran asiáticos, el 0.05% eran isleños del Pacífico, el 4.03% eran de otras razas y el 3.28% pertenecían a dos o más razas. Del total de la población el 27.44% eran hispanos o latinos de cualquier raza.